# Walter Frodl
Walter Frodl (* 16. Dezember 1908 in Straßburg; † 10. April 1994 in Wien) war ein österreichischer Kunsthistoriker und Denkmalpfleger.

## Leben
Walter Frodl wurde in Straßburg im Elsaß geboren. 1916 kam er nach Graz, 1919 dann nach Kärnten. Er studierte ab 1926 Kunstgeschichte und Klassische Archäologie an der Universität Graz, wo er 1930 bei Hermann Egger promoviert wurde. Danach war er unbezahlter Volontär beim Landeskonservator in Kärnten, 1932 begann er ein Architekturstudium in Graz. 1933 trat er in die NSDAP ein. 1935 wurde er Mitarbeiter des Österreichischen Verkehrsbüros, Zweigstelle Graz. Ab Dezember 1936 arbeitete er für das Landeskonservatoramt in Klagenfurt. Am 1. Jänner 1937 wurde er zum wissenschaftlichen Assistenten beim Landeskonservator in Klagenfurt ernannt. 1938 erfolgte seine Bestellung zum Landeskonservator für Kärnten. Nach der Übertragung der Museums in der Museumgasse in Klagenfurt 1942 in das Eigentum des Reichsgaues Kärnten, wodurch die Institution den Status einer öffentlichen Einrichtung erhielt, wurde Frodl am 1. Februar 1942 hauptamtlich Direktor des Gaumuseums. Zugleich blieb er ehrenamtlicher Gaukonservator, wobei Erika Hanfstaengl seine Mitarbeiterin war. Ende 1942 wurde er für Kunstgeschichte und Denkmalpflege an der Universität Graz habilitiert, 1943 dort zum Dozenten ernannt. Von Herbst 1943 bis Kriegsende war er außerdem Beauftragter für Kunst- und Denkmalschutz in der Operationszone Adriatisches Küstenland.
1945 wurde er als früheres Mitglied der NSDAP aus dem öffentlichen Dienst entlassen und ihm die Venia legendi aberkannt. 1948 erfolgte sein Wiedereintritt in das Bundesdenkmalamt, ab September 1948 wurde er steirischer Landeskonservator; 1949 wurde er als Privatdozent an der Universität Graz wieder zugelassen. Von 1952 bis 1970 war er Leiter des Instituts für österreichische Kunstforschung des Bundesdenkmalamtes in Wien. 1960 wurde er als ordentlicher Professor und Vorstand des Instituts für Kunstgeschichte und Denkmalpflege an die Technische Hochschule in Wien berufen. 1965 bis 1970 war er Präsident des Österreichischen Bundesdenkmalamtes. Walter Frodl veröffentlichte zahlreiche Fachbücher, so über Kärntner Kunststätten, die Glasmalerei in Kärnten und über alte Ansichten aus Kärnten. Aus seiner Feder stammt auch die Geschichte der österreichischen Denkmalpflege. Er starb im Alter von 85 Jahren am 10. April 1994 in Wien. Er wurde am Hietzinger Friedhof bestattet.
Verheiratet war er mit der Kunsthistorikerin Eva Frodl-Kraft (1916–2011).

## Veröffentlichungen (Auswahl)
- Die romanische Wandmalerei in Kärnten. Verlag Johann Leon sen., Klagenfurt 1942
- Die gotische Wandmalerei in Kärnten. Verlag Johann Leon sen., Klagenfurt 1944
- Glasmalerei in Kärnten. Verlag Johann Leon sen., Klagenfurt 1950
- Kärntner Kunststätten. Verlag Johann Leon sen., Klagenfurt 1955
- mit Eva Frodl-Kraft: Kunst in Südtirol. Bruckmann Verlag, München 1960
- mit David T. Rice: Österreich: Mittelalterliche Wandmalerei. Piper Verlag, München 1964
- Idee und Verwirklichung: Das Werden der staatlichen Denkmalpflege in Österreich. Böhlau Verlag, Wien 1988